# Peter Lindbergh
Peter Lindbergh (ur. 23 listopada 1944 w Lesznie, zm. 3 września 2019 w Paryżu) – niemiecki fotograf i reżyser filmów dokumentalnych. Na początku lat 90. pracował jako fotograf mody dla magazynu „Vogue”, fotografując takie supermodelki jak Linda Evangelista, Naomi Campbell, Tatjana Patitz, Cindy Crawford i Christy Turlington. Był twórcą trzech kalendarzy Pirelli – w 1996, 2002 i 2017. 
Lindbergh (prawdziwe nazwisko: Brodbeck) urodził się w okupowanym przez nazistów Lesznie w rodzinie niemieckiej. Dzieciństwo spędził w Duisburgu, a po maturze zdał na Uniwersytet Sztuk Pięknych w Berlinie. Podczas studiów podróżował po świecie – od francuskiej Prowansji po Maroko. Naukę ukończył w Krefeld. 
W latach 70. mieszkał w Düsseldorfie, kiedy dołączył do zespołu fotografów, związanego z magazynem „Stern” – Helmuta Newtona, Hansa Feurera i Guya Bordina.
Współpracował z takimi czasopismami jak: „Vogue”, „Vanity Fair”, „Harper’s Bazaar” i „The New Yorker”.
Sfotografował aktywistki, w tym Jane Fondę, Yarę Shahidi, Gretę Thunberg i Adwoę Aboah do wydania „Forces for Change” redagowanego przez księżną Sussexu. 
Zrealizował sesje zdjęciowe z takimi aktorkami jak Cate Blanchett, Helen Mirren czy Kate Winslet, a także z polskim aktorem, Tomaszem Kotem. Ostatnie fotografie wykonał dla brytyjskiej edycji „Vogue’a”. Wykonał zdjęcia promujące albumy muzyczne, m.in. Foreign Affair Tiny Turner (1989), The Globe Sessions Sheryl Crow (1998) oraz I Am... Sasha Fierce Beyoncé Knowles (2008).